# Wang Jian Jun
Dans ce nom chinois, le nom de famille, Wang, précède le nom personnel Jian Jun.
Pour les articles homonymes, voir Wang (patronyme).
Wang Jian Jun (né le 2 mars 1980) est un joueur de tennis de table chinois. Il évolue dans le club de l'AS Pontoise-Cergy TT. Son meilleur classement est la 39e place mondiale en 2001.

## Palmarès
- Finaliste de la Ligue des Champions avec Royal Villette Charleroi.
- Champion de Belgique avec Charleroi.
- Vice champion de Chine en 2006
- Vice Champion de France par équipe en 2014
- Remporte la Ligue des champions de tennis de table en 2014[2],[3]
- Champion de France par équipes Pro A en 2015[4]